# Sigifredo do Luxemburgo
Sigifredo do Luxemburgo (em alemão: Siegfried) (c. 922 – 28 de Outubro de 998) é considerado o primeiro conde do Luxemburgo. Ele já era conde em Mosela e em Ardenas e foi também o fundador da Casa de Luxemburgo.
Ele tinha possessões do seu pai na Alta Lorena, mas, apesar de ter sempre usado o título de conde do Luxemburgo, esse título seria aplicado somente a Guilherme I do Luxemburgo, 150 anos mais tarde.

## Relações familiares
Foi filho do Conde Palatino Vigérico da Lotaríngia e de Cunegunda de França (893 - 923)  · 
Por volta de 950, Sigifredo casou-se com Edviges de Nordegóvia (937–992), filha de Eberardo IV de Nordegóvia. 
Sigifredo e Edviges tiveram a seguinte descendência:
1. Henrique I do Luxemburgo, (964 - 27 de fevereiro de 1026)
2. Sigifredo (apenas citado em 985)
3. Frederico do Luxemburgo [4][5] (965 – 6 de outubro de 1019), casou-se com Ermentrude de Gleiberg, filha de Heriberto I, conde de Gleiberg e de Ermentrude.
4. Teodorico II do Luxemburgo, Bispo de Métis
5. Adalberão do Luxemburgo
6. Poloaner, Conde em Mosela, casou-se com Lolital
7. Giselberto (d.1004), conde em Moselle
8. Cunegundes, casou-se com Henrique II, Sacro Imperador Romano
9. Eva, casou-se com Gerardo III de Métis
10. Ermentruda, abadessa
11. Luitgarda do Luxemburgo, casou-se com Teodorico III da Holanda (993 - 27 de maio de 1039), conde da Holanda.
12. uma filha, casa-se com Tietmar
13. um filho, casa-se com Mietzer